# Пол Палмер
Пол Палмер  (англ. Paul Palmer; 18 жовтня 1974) — британський плавець, олімпійський медаліст.

## Виступи на Олімпіадах
| Олімпіада      | Дисципліна                             | Місце |
| -------------- | -------------------------------------- | ----- |
| Барселона 1992 | плавання на 200 метрів вільним стилем  | 9     |
| Барселона 1992 | плавання на 400 метрів вільним стилем  | 10    |
| Барселона 1992 | естафета 4 × 200 вільним стилем        | 6     |
| Атланта 1996   | плавання на 200 метрів вільним стилем  | 8     |
| Атланта 1996   | плавання на 400 метрів вільним стилем  | 2     |
| Атланта 1996   | плавання на 1500 метрів вільним стилем | 10    |
| Атланта 1996   | естафета 4 × 200 вільним стилем        | 5     |
| Сідней 2000    | плавання на 200 метрів вільним стилем  | 5     |
| Сідней 2000    | плавання на 400 метрів вільним стилем  | 10    |
| Сідней 2000    | плавання на 1500 метрів вільним стилем | 17    |
| Сідней 2000    | естафета 4 × 200 вільним стилем        | 5     |

## Зовнішні посилання
- Досьє на sport.references.com